# High Stakes & Dangerous Men
High Stakes & Dangerous Men — тринадцатый студийный альбом британской рок-группы UFO, выпущенный в 1992 году.

## Список композиций
Все песни написаны Филом Моггом, Лоуренсом Арчером и Питом Уэем, если не указано иначе
| №                   | Название                  | Автор(ы)                        | Длительность |
| ------------------- | ------------------------- | ------------------------------- | ------------ |
| 1.                  | «Borderline»              |                                 | 5:17         |
| 2.                  | «Primed for Time»         |                                 | 3:22         |
| 3.                  | «She's the One»           |                                 | 3:44         |
| 4.                  | «Ain't Life Sweet»        | Могг, Арчер, Уэй, Клайв Эдвардс | 3:42         |
| 5.                  | «Don't Want to Lose You»  |                                 | 5:37         |
| 6.                  | «Burnin' Fire»            |                                 | 4:02         |
| 7.                  | «Running Up the Highway»  |                                 | 4:39         |
| 8.                  | «Back Door Man»           |                                 | 5:06         |
| 9.                  | «One of Those Nights»     |                                 | 4:11         |
| 10.                 | «Revolution»              |                                 | 4:56         |
| 11.                 | «Love Deadly Love»        |                                 | 4:53         |
| 12.                 | «Let the Good Times Roll» |                                 | 4:12         |
| Общая длительность: | Общая длительность:       | Общая длительность:             | 52:51        |

## Участники записи
- Фил Могг — вокал
- Лоуренс Арчер — гитара
- Пит Уэй — бас-гитара
- Клайв Эдвардс — ударные
- Кит Вулвен — продюсер

### Приглашённые музыканты
- Дон Эйри — клавишные
- Терри Рид — бэк-вокал
- Стиви Лэндж — бэк-вокал